# Podolská vodárna
Podolská vodárna v Praze 4 je velké vodárenské zařízení nacházející se v hlavním městě Praze v městské části Podolí při pravém břehu řeky Vltavy naproti Veslařskému ostrovu mezi Vyšehradem a plaveckým stadionem v Podolí. Jedná se o technicky zajímavou a historicky i architektonicky cennou stavbu, která je památkově chráněna.

## Staré vodárny v Podolí a Braníku
V lokalitě před touto vodárnou existovaly dvě starší vodárny, které nahradila. Historie jejich vzniku souvisí s prudkým rozvojem hlavního města a jeho předměstí a jejich průmyslu zejména v druhé polovině 19. století, kdy bylo v Praze zřízeno mnoho zcela nových vodárenských zařízení.

### Stará Vinohradská vodárna
V roce 1882 byla v Podolí zřízena Vinohradská vodárna určená pro zásobování tehdy samostatného města Královské Vinohrady. Voda byla vedena z Podolí na Královské Vinohrady potrubím do Vinohradské vodárenské věže v dnešní Korunní třídě. Později k Vinohradům přibyly i další okolní obce – Žižkov, Nusle (města), Vršovice (městys) a Strašnice.

### Stará Pražská vodárna

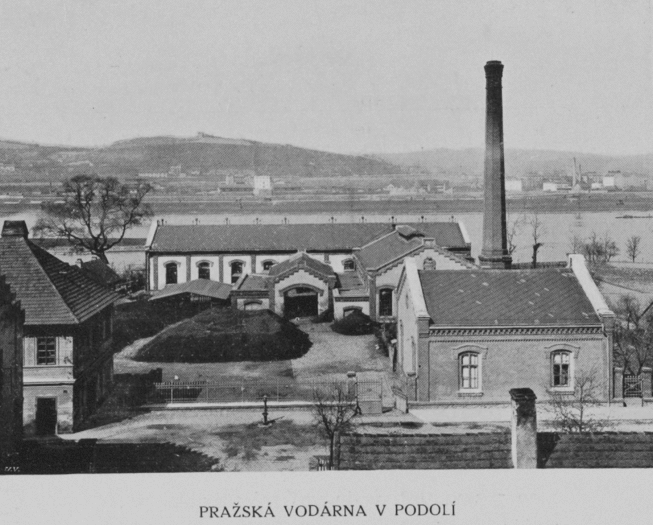
Pražská vodárna v Podolí, 1908

V roce 1885 byla v sousedství Vinohradské vodárny postavena Pražská vodárna, dodávající přirozeně filtrovanou vltavskou vodu do vodojemu Karlov.  Po dalším rozšíření a technické modernizaci vodárny v roce 1885 bylo možno dodávat upravenou vltavskou vodu i na Smíchov a Malou Stranu na protějším břehu řeky, později byla zdejší voda přiváděna do Karlína. V roce 1888 probíhala rekonstrukce starých pražských vodáren, zároveň s tím došlo ke zrušení veřejných městských kašen.

### Vršovická vodárna v Braníku
Také Vršovice, které byly městem od roku 1902, měly vlastní vodárnu, a to v sousedním Braníku s vodojemem na Zelené lišce (1906). Byla využívána až do 60. let 20. stol. Definitivně byla zrušena až po zprovoznění zdroje Želivka v roce 1972.

### Zánik starých vodáren
V roce 1908 začala výstavba nového přivaděče z nových vodních zdrojů u Káraného, kde se voda pocházející z Jizery filtruje přirozeným způsobem štěrkopískovými vrstvami místních studní. Tento společný vodovod pro Prahu a její předměstí byl dokončen v roce 1913, což vedlo k tomu, že všechny staré městské vodárny mohly být zrušeny. Teprve poté, co po vzniku Velké Prahy v roce 1922 kapacita nových jizerských vodních zdrojů přestala stačit stále rostoucím potřebám, bylo rozhodnuto o výstavbě nové velkokapacitní vodárny v Podolí na místě staré Pražské vodárny.
Obě vodárny (Stará Vinohradská i Stará Pražská) v souvislosti s výstavbou nové vodárny v Podolí zanikly. Stará Pražská vodárna, jejíž provoz byl zastaven v roce 1911, byla zbořena v souvislosti se stavbou nové podolské vodárny v roce 1922, zatímco Vinohradská vodárna v Podolí čerpala vodu do pražské vodovodní sítě do roku 1929, kdy byla nová vodárna v Podolí spuštěna. Zůstala zachována jako záložní zdroj. Definitivně byla zbořena v polovině 50. let v souvislosti s rozšířením a dostavbou Podolské vodárny. 

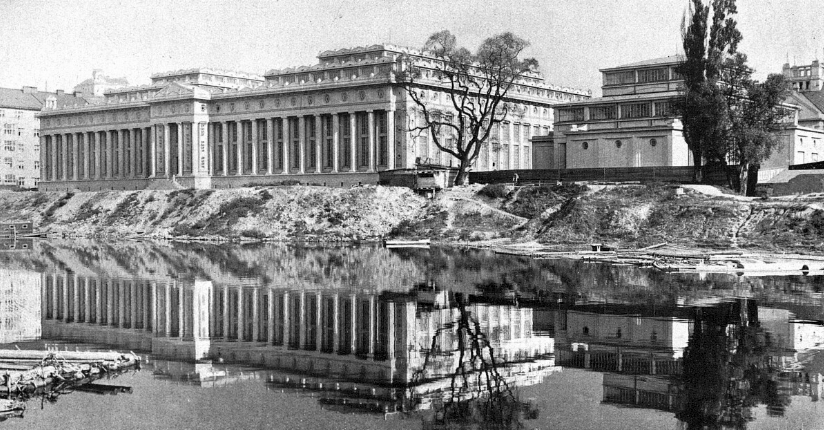
Vodárna v Podolí (1931)

## Nová Podolská vodárna

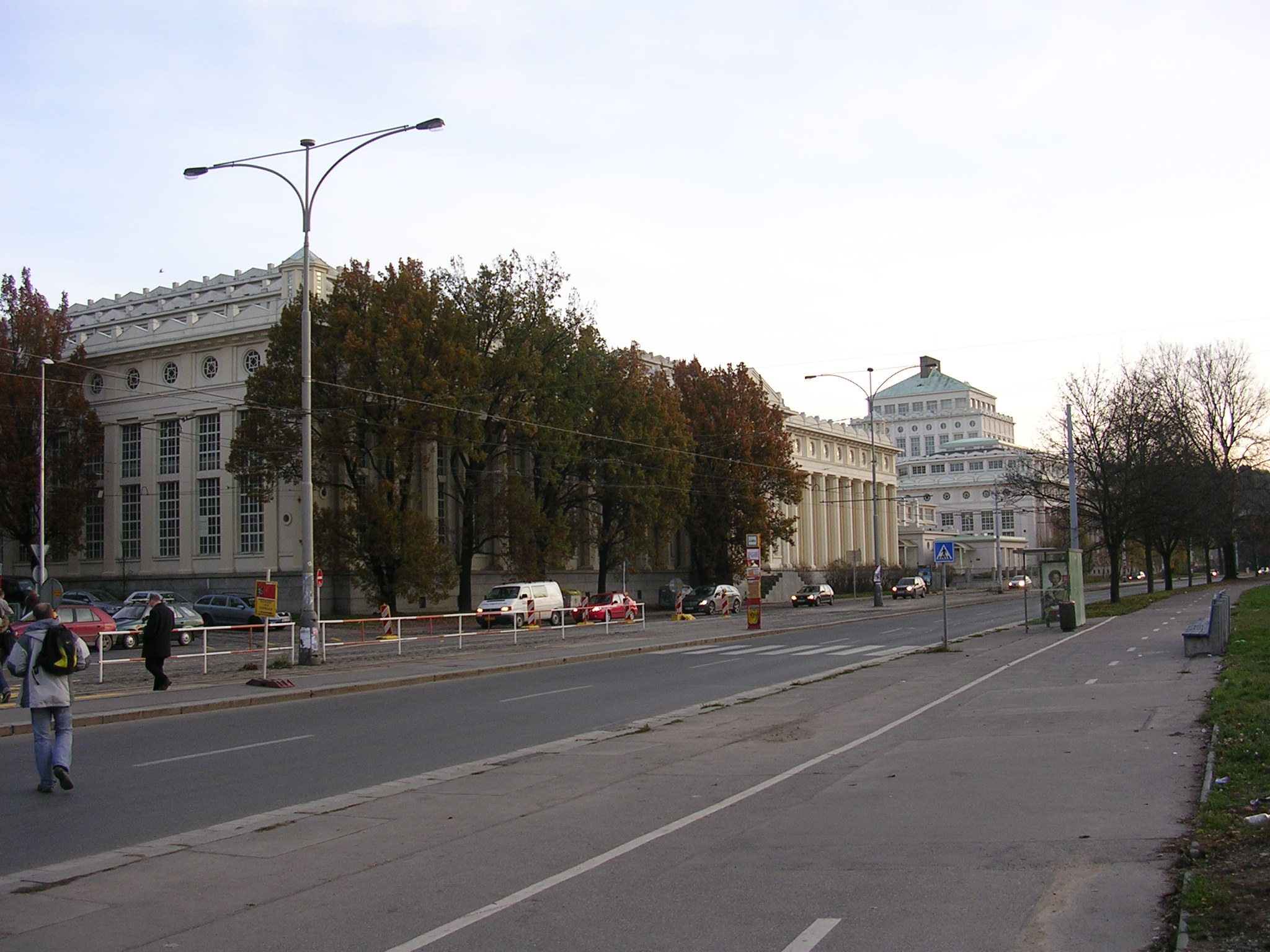
Vodárenský komplex od severozápadu, z Podolského nábřeží

Tato nová vodárna vznikla v druhé polovině 20. let 20. století podle projektu Antonína Engela, resp. byla realizována v letech 1925–1929 firmou Kress Praha. Kromě základní budovy určené pro filtraci vltavské vody byl nově vystavěn i zvláštní jímací objekt nacházející se na Veslařském ostrově. Součástí celého technologického celku byla také budova strojovny s čerpadly, administrativní budova určená pro zaměstnance a vlastní objekt filtrační stanice. Na tehdejší dobu se jednalo o velmi mohutnou stavbu velkého rozsahu i objemu.
Výkon této nové Podolské vodárny činil 35–40 tisíc kubických metrů vody za jeden den. Vltavská voda byla nejprve filtrována v několika hrubých filtrech a během této technologické operace byla také několikrát provzdušňována. Teprve potom přecházela na jemnější filtraci a dezinfekci, která byla prováděna chlórováním. Takto upravená pitná voda byla potrubím odváděna především do vodárenského areálu na Zelené lišce a na Brusce. Odtud pak byla dále rozváděna do dalších částí města.
Postupem doby, tak jak se město stále více rozrůstalo, přirozeně stoupala i spotřeba vody, což vedlo k průběžnému zvyšování kapacity vodárny, ať již jejím rozšířením nebo instalací nových technologií, případně rekonstrukcí a modernizací:
- Počátkem 30. let 20. století přibyla před původní filtrační stanici ještě chemická úpravna vody. Ta pracovala na principu čiření, což je technologický proces, při němž se nečistoty z vody vysrážejí a oddělí se z ní i některé usazeniny.
- Ve 40. letech 20. století byly instalovány nové rychlofiltry.
- V letech 1956–1965 byla dostavěna další část vodárny podle původního návrhu Antonína Engela a Maxmiliána Koschina. Byla dobudována další technologická budova s druhou filtrační stanicí a zároveň s tím byla nově rekonstruována celá její starší část. Toto řešení plně zachovalo původní architektonický ráz původní stavby.
- V roce 1992 byla zahájena další generální rekonstrukce Podolské vodárny. Kromě vlastních oprav vodárenských budov zde došlo za nepřerušeného provozu k další modernizaci stávajícího technologického zařízení. V sousedství staré filtrace byly v budově upraveny prostory pro expozici Muzea pražského vodárenství, které se sem přestěhovalo v roce 1997 z původních prostor na Národní třídě.

## Současnost

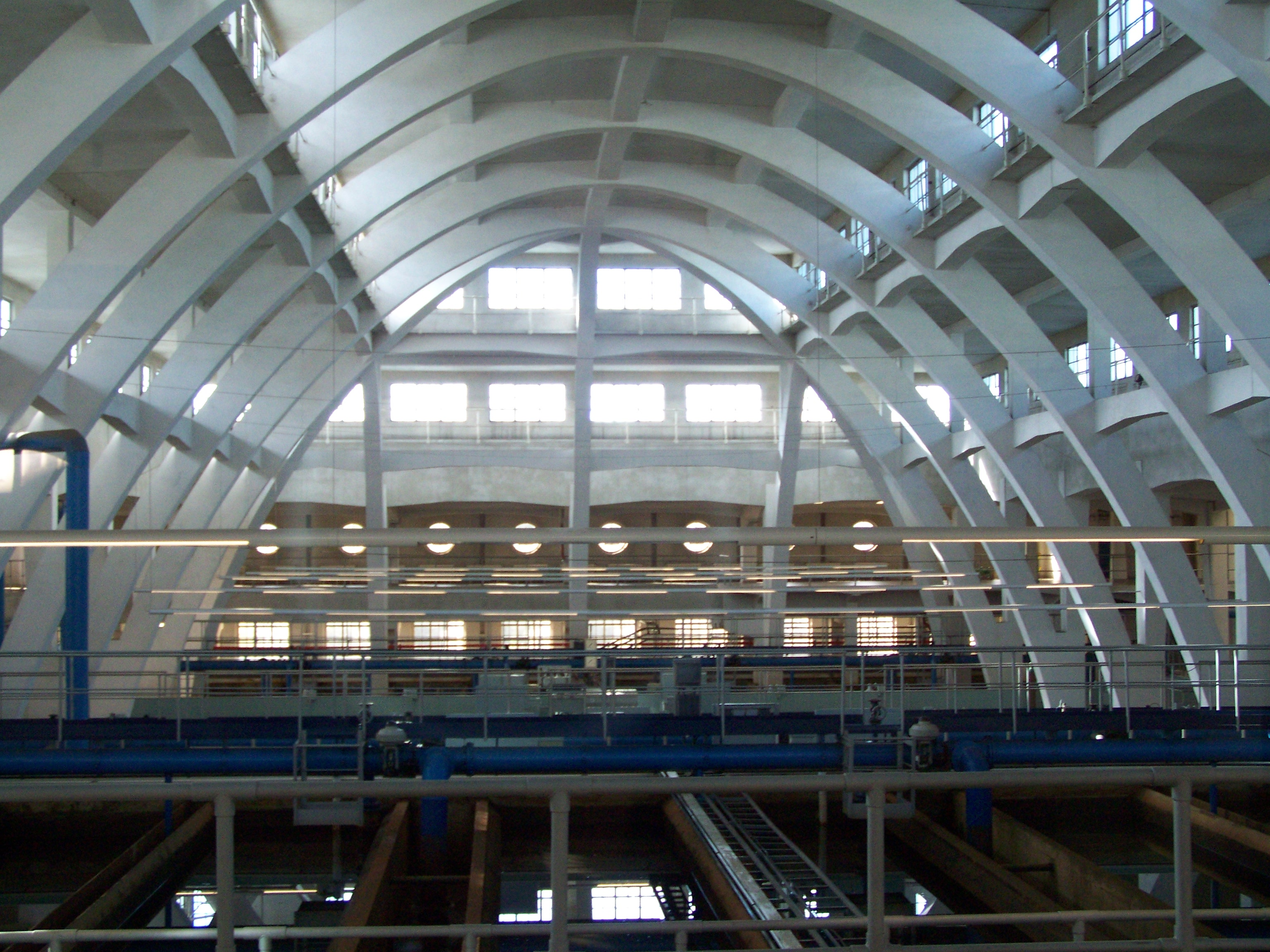
Podolská vodárna zevnitř

Od povodní v roce 2002 Podolská vodárna sloužila jen jako záložní vodní zdroj pro případ výpadku úpraven Želivka nebo Káraný. Do té doby se vyrobená voda z vodárny v Podolí mísila s vodou z těchto dvou úpraven tak, že podíl podolské vody závisel na zeměpisné poloze odběrného místa. V roce 2020 byla zahájena rekonstrukce vodárny. Doplnění stávající pískové filtrace o filtraci aktivním uhlím umožní odstranit z vody zbytkové organické látky. Rekonstrukce byla dokončena v červnu 2021 a 18. června 2021 byla úpravna uvedena do provozu. Ze záložního zdroje se tedy opět stal plnohodnotný zdroj upravené vody do vodovodní sítě.

## Architektonické provedení

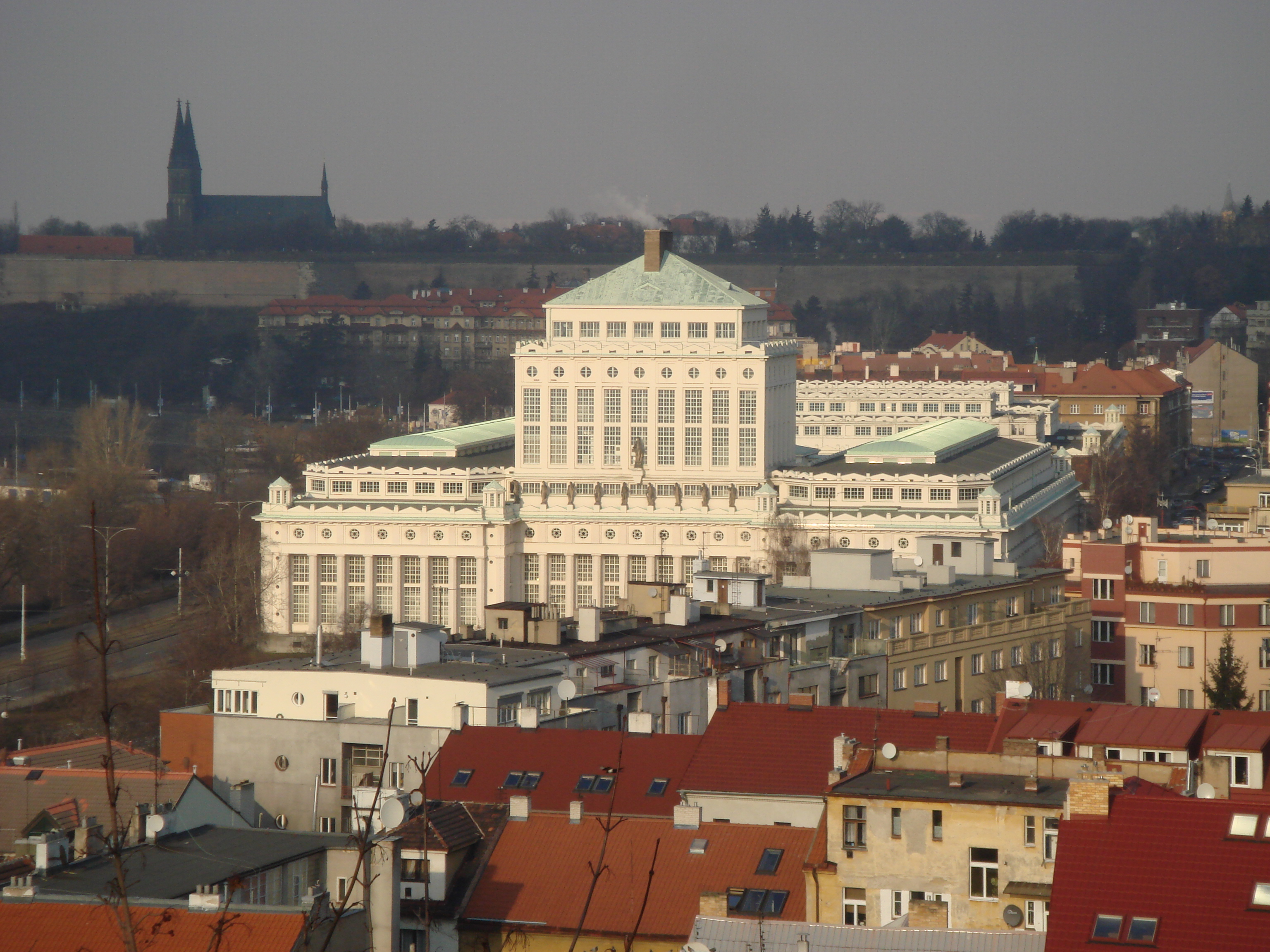
Podolská vodárna

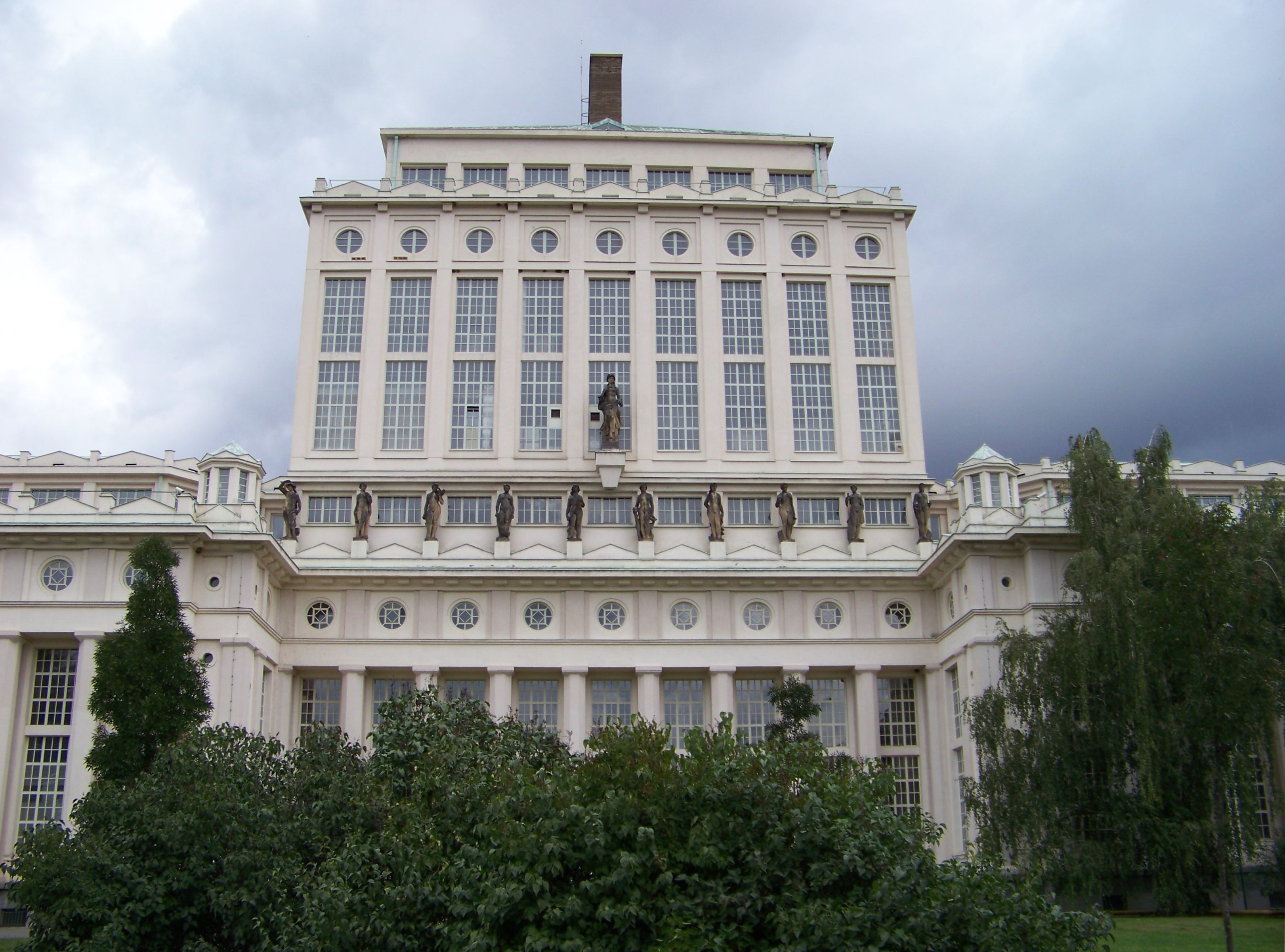
Podolská vodárna, sochy v jižním průčelí

Budovy jsou vystavěny v novoklasicistním stylu. Jižní budova uprostřed vrcholí 45 metrů vysokou vodárenskou věží. Jižní průčelí věže zdobí pískovcové sochy, které představují alegorii řeky Vltavy (výška sochy 3,6 m) a deseti jejích významných pravých a levých přítoků v řadě pod ní.

### Sochy a jejich autoři
zleva:
- Vydra – Josef Fojtík
- Otava – Ladislav Novák
- Blanice (přítok Otavy) – Zdeněk Vodička
- Malše – Zdeněk Vodička
- Berounka – Josef Fojtík
- Vltava (uprostřed) – Ladislav Novák
- Sázava – Zdeněk Vodička
- Blanice (přítok Sázavy) – Josef Fojtík
- Želivka – Josef Fojtík
- Lužnice – Zdeněk Vodička
- Nežárka – Zdeněk Vodička